# 13267 Bolechowski
13267 Bolechowski eller 1998 QV32 är en asteroid i huvudbältet som upptäcktes den 17 augusti 1998 av LINEAR i Socorro County, New Mexico. Den är uppkallad efter Daniel Bolechowski.
Den tillhör asteroidgruppen Hygiea.